# Lindsay Davenport
Lindsay Ann Davenport Leach (Palos Verdes, 8 giugno 1976) è un'allenatrice di tennis ed ex tennista statunitense.
Durante la sua carriera ha vinto 55 titoli WTA in singolare, tra cui tre prove dello Slam (US Open 1998, Wimbledon 1999, Australian Open 2000), la medaglia d'oro olimpica ad Atlanta 1996 e le WTA Finals vinte nel 1999. L'unico Slam in cui non ha mai disputato una finale è l'Open di Francia, dove vanta una semifinale raggiunta nel 1998 e altri tre quarti di finale. In doppio, invece, ha vinto 38 titoli WTA, tra cui altri tre tornei del Grande Slam.
Ha raggiunto la prima posizione del ranking WTA sia in singolare che in doppio, rispettivamente, il 12 ottobre 1998 e il 20 ottobre 1997. Inoltre, è una delle quattro donne che, dal 1975, hanno chiuso l'anno da numero 1 del mondo in singolare almeno quattro volte; le altre sono Chris Evert, Steffi Graf e Martina Navrátilová.
Nel 2014 è stata inserita nella International Tennis Hall of Fame.

## Biografia

### Origini
Lindsay Davenport è nata a Palos Verdes ed è figlia di Wink Davenport, membro della nazionale statunitense di pallavolo ai Giochi della XIX Olimpiade di Città del Messico, e di Ann Davenport. Ha frequentato la Chadwick School di Palos Verdes e la Murrieta Valley High School di Murrieta, entrambe in California.

### Carriera sportiva

#### Anni novanta
La Davenport, pur avendo iniziato a giocare nel 1991, divenne una giocatrice professionista due anni più tardi: nel 1993 segnò una statistica di 17 vittorie e 16 sconfitte in doppio, raggiungendo la Top 100 della classifica del doppio. In coppia con Chanda Rubin raggiunse il terzo turno agli Australian Open di doppio. La Davenport raggiunse la Top 20 del ranking nel doppio, mentre si qualificò al suo primo torneo in singolare come n. 162. Agli Australian Open perse al terzo turno contro Mary Pierce. Agli Indian Wells Masters, Davenport, n. 99 del ranking, raggiunse i quarti di finale, ma venne sconfitta dalla testa di serie n. 7 e sua futura compagna di doppio, Mary Joe Fernández. In seguito, quello stesso anno, vinse il suo primo titolo Tier III agli European Open, sconfiggendo in finale Nicole Bradtke in tre set. Raggiunse il terzo turno a Wimbledon e gli ottavi agli US Open, finendo l'anno alla posizione n. 24 del ranking.
Successivamente si impose al primo torneo giocato in stagione, a Brisbane, in Australia. Agli Australian Open raggiunse i suoi primi quarti di finale in uno Slam, sconfiggendo la testa di serie n. 5 Mary Joe Fernández agli ottavi prima di cedere alla testa di serie n. 1, Steffi Graf, per 6–3, 6–2. La Davenport arrivò quindi alle semifinali a Indian Wells e a Miami, e vinse il torneo di Lucerna. A Wimbledon arrivò per la seconda volta ai quarti di finale in uno Slam: come testa di serie n. 9, la Davenport sconfisse la n. 10 Gabriela Sabatini, per poi venire battuta dalla n. 3, Conchita Martínez, che avrebbe poi vinto il torneo. In doppio, vinse a Indian Wells con Lisa Raymond, e le due raggiunsero la finale di doppio del Roland Garros, persa contro Gigi Fernández e Nataša Zvereva. Invece, in coppia con Arantxa Sánchez Vicario, vinse il titolo a Oakland, sconfiggendo Gigi Fernández e Martina Navrátilová in finale.
La Davenport iniziò il 1995 raggiungendo la finale a Sydney, dove fu battuta da Gabriela Sabatini. Arrivò nuovamente ai quarti di finale agli Australian Open, e la settimana seguente perse contro Kimiko Date nella finale del torneo di Tokyo. Nella stagione della terra battuta, la Davenport vinse al primo tentativo il torneo di Strasburgo, battendo la stessa Date in finale. La Date, però, si vendicò al successivo Roland Garros, sconfiggendola agli ottavi per 6–4, 6–3. A Wimbledon, la Davenport dovette arrendersi agli ottavi contro Mary Joe Fernández con il punteggio di 7–6(6), 6–1, mentre agli US Open uscì già al secondo turno contro Zina Garrison, vittoriosa con il punteggio di 6–1, 6–3. In doppio, la Davenport e Jana Novotná iniziarono l'anno vincendo il torneo di Sydney. In coppia con Lisa Raymond la Davenport perse poi in semifinale agli Australian Open contro le n. 1 Gigi Fernández e Nataša Zvereva. La Davenport fece poi coppia con Nicole Arendt, raggiungendo le semifinali anche a Parigi, dove però persero contro la Novotná e Arantxa Sánchez Vicario, teste di serie n. 1. A Wimbledon, Davenport e Raymond, teste di serie n. 4, uscirono già al primo turno. Agli US Open, di nuovo teste di serie n. 4, persero al terzo turno contro le n. 15 Lori McNeil e Helena Suková per 6–0, 6–2. Negli altri tornei del circuito, la Davenport, assieme alla Raymond, si impose a Indian Wells, e assieme a Mary Joe Fernandez vinse a Tokyo (ma non il torneo del circuito Tier I) e a Strasburgo.
Sconfitta in finale sia a Sydney sia agli Australian Open, la Davenport raggiunse quindi le semifinali a Indian Wells, dove perse contro Steffi Graf. Sulla terra, vinse a Strasburgo e raggiunse la finale a Parigi (la seconda finale consecutiva in uno Slam), arrendendosi a Conchita Martínez. Durante l'estate, la Davenport vinse il torneo di Los Angeles, sconfiggendo in semifinale la Graf per la prima volta in carriera e Anke Huber in finale. Inoltre, vinse anche la medaglia d'oro alle olimpiadi di Atlanta 1996, sconfiggendo Arantxa Sánchez Vicario in finale.
Inoltre, assieme a Mary Joe Fernández vinse a Sydney e perse in finale agli Australian Open contro Chanda Rubin e Sánchez Vicario, ma vinse il torneo di doppio del Roland Garros, in finale contro Gigi Fernández e Nataša Zvereva. Le due tenniste vinsero insieme anche a Oakland e ai Chase Championships di fine anno, mentre fu in coppia con la Zvereva che la Davenport vinse a Los Angeles.
Dopo aver perso agli ottavi agli Australian Open contro Kimberly Po, la Davenport vinse a Oklahoma City e a Indian Wells per la prima volta in carriera. Iniziò positivamente la stagione sulla terra vincendo ad Amelia Island, ma venne sconfitta agli ottavi del Roland Garros da Iva Majoli, futura vincitrice del torneo. A Wimbledon, perse contro Denisa Chládková al secondo turno, mentre a Los Angeles fu Monica Seles a fermarla in finale, dopo che la Davenport aveva battuto la n. 1 Martina Hingis in semifinale. Dopo la vittoria ad Atlanta, la Davenport raggiunse la semifinale agli US Open, perdendo contro Martina Hingis. Vinse il titolo a Zurigo e a Chicago, prima di perdere nella finale di Filadelfia, di nuovo contro la Hingis, per 7–5, 6(7)–7, 7–6(4).
Oltre a questo, raggiunse la finale a Sydney (con Nataša Zvereva) e agli Australian Open (con Lisa Raymond), mentre vinse gli US Open in coppia con Jana Novotná. Gli altri titoli in doppio vinti nel corso dell'anno furono Tokyo, Indian Wells, Amelia Island e Berlino.
Per il secondo Slam consecutivo raggiunse le semifinali in Australia, mentre a Tokyo, come testa di serie n. 2, sconfisse la n. 1 Martina Hingis in finale per 6–3, 6–3. La Davenport, dopo aver battuto Steffi Graf, perse poi in finale a Indian Wells contro la Hingis, mentre a Miami uscì nei quarti di finale contro Anna Kurnikova. Al Roland Garros la Davenport sconfisse la campionessa uscente Iva Majoli nei quarti, prima di arrendersi ad Arantxa Sánchez Vicario in semifinale. Durante l'estate si aggiudicò i tornei di San Diego, Stanford e Los Angeles. La prima vittoria in un torneo del Grande Slam giunse finalmente agli US Open, dove sconfisse in semifinale la n. 5 Venus Williams e la n. 1 Martina Hingis in finale.
Dopo aver vinto a Zurigo, venne sconfitta dalla Graf (n. 17 del ranking) a Filadelfia, ma la sconfitta non le impedì di raggiungere per la prima volta la posizione n. 1 delle classifiche. Finì l'anno perdendo in finale contro la Hingis ai Championships. In doppio, raggiunse la finale agli Australian Open assieme a Nataša Zvereva, ma furono sconfitte dalla coppia composta da Martina Hingis e Mirjana Lučić, entrata grazie a una wild card. La stessa finale si ripropose anche a Tokyo con lo stesso risultato, mentre a Indian Wells e a Berlino, entrambe le volte contro Alexandra Fusai e Nathalie Tauziat, furono la Davenport e la Zvereva a prevalere.
Davenport e Zvereva persero contro la Hingis e Jana Novotná al Roland Garros, a Wimbledon e agli US Open, ma vinsero a Stanford e a Filderstadt, e infine il master di doppio femminile contro Fusai e Tauziat per 6–7, 7–5, 6–3. Nel 1998, quindi, la Davenport e la Zvereva raggiunsero sempre la finale negli Slam, venendo sempre sconfitte, e sempre da Martina Hingis.
Nel 1999 la Davenport vinse subito a Sydney, mentre agli Australian Open perse in semifinale contro Amélie Mauresmo, dopo aver sconfitto Venus Williams: con Nataša Zvereva raggiunse la finale nel torneo di doppio, ma le due vennero sconfitte da Martina Hingis e Anna Kurnikova. Al Toray Pan Pacific Open di Tokyo, Davenport e Zvereva si imposero sulla coppia Hingis-Jana Novotná, contro cui avevano perso in tre delle quattro finali del Grande Slam raggiunte l'anno precedente. Il secondo titolo in singolare dell'anno arrivò a Madrid, dove sconfisse la lucky loser Paola Suárez in finale. La seconda vittoria in uno Slam fu a Wimbledon, dove sconfisse in finale Steffi Graf per 6–4, 7–5: sarebbe stata, quella, l'ultima partita della Graf in un torneo del Grande Slam. La Davenport vinse anche il torneo di doppio con Corina Morariu, sconfiggendo Mariaan de Swardt ed Olena Tatarkova in finale per 6–4, 6–4.
Dopo Wimbledon, vinse i titoli in singolare e in doppio a Stanford e vinse in doppio a San Diego con la Morariu su Serena e Venus Williams in finale. Serena però la sconfisse in semifinale agli US Open, prima di vincere contro la Hingis il primo Slam della sua carriera; nel torneo di doppio, Davenport e Morariu vennero sconfitte ai quarti da Chanda Rubin e Sandrine Testud. La Davenport concluse l'anno vincendo ancora due titoli in singolare, nonché i WTA Tour Championships in finale contro la Hingis per 6–4, 6–2.

#### Anni duemila
Iniziò l'anno raggiungendo la finale a Sydney, perdendo contro Amélie Mauresmo. Vinse poi gli Australian Open senza perdere neppure un set e sconfiggendo Martina Hingis in finale per 6–1, 7–5. In semifinale del torneo di doppio, la coppia formata da lei e Corina Morariu venne fermata dalla Hingis e da Mary Pierce. In seguito, a Indian Wells, la Davenport sconfisse nuovamente la Hingis in singolare e vinse il doppio con la Morariu contro Anna Kurnikova e Nataša Zvereva in finale. La Hingis in compenso prevalse nella finale di Miami per 6-3, 6-2.
Al Roland Garros, in assoluto il torneo del Grande Slam da lei meno amato, la Davenport perse a sorpresa al primo turno contro la n. 22 Dominique Van Roost in tre set. La stessa Van Roost la sconfisse di nuovo a Eastbourne. A Wimbledon perse in finale contro Venus Williams per 6–3, 7–6(3), e la stessa Venus la sconfisse in finale anche a Stanford, mentre sua sorella Serena fece lo stesso nella finale di Los Angeles. Anche la finale degli US Open venne dalla Davenport giocata e persa contro Venus. Dopo aver perso in finale contro la Hingis a Zurigo, la Davenport vinse due titoli consecutivi a Linz, contro Venus Williams, e a Filadelfia. Perse a sorpresa ai WTA Tour Championships contro Elena Dement'eva, ma contribuì alla vittoria degli Stati Uniti contro la Spagna in Fed Cup.
Nel 2001 la Davenport raggiunse almeno i quarti di finale in tutti i 17 tornei di singolare da lei disputati, vincendone sette, e cioè Tokyo, Scottsdale, Eastbourne, Los Angeles, Filderstadt, Zurigo e Linz. Alla fine della stagione perse in finale ai WTA Tour Championships. Arrivò ai quarti di finale agli Australian Open, in semifinale a Wimbledon, ai quarti di finale agli US Open. Lei e Corina Morariu persero la finale di doppio degli Australian Open contro Venus e Serena Williams, mentre, in coppia con Lisa Raymond, vinse il torneo di doppio a Filderstadt e a Zurigo.
Nel 2002 la Davenport rimase a secco di vittorie in singolare. Saltò i primi tre tornei del Grande Slam dell'anno, e tornò a giocare solo a luglio, perdendo in semifinale a Stanford contro Kim Clijsters. Raggiunse poi la semifinale anche al torneo Tier I di San Diego, venendo sconfitta da Venus Williams per 6–2, 6–1. A Los Angeles perse in finale contro Chanda Rubin. Venus William la sconfisse a New Haven e Serena Williams nelle semifinali degli US Open. Nel corso del 2002 raggiunse altre due volte la finale in due tornei, perdendo a Mosca contro Magdalena Maleeva e a Zurigo contro Patty Schnyder. Ai WTA Tour Championships di fine anno la Davenport perse contro Monica Seles per 3–6, 7–6(6), 6–3 dopo aver avuto sette match point: fu la sua terza sconfitta contro la Seles, e in tutte e tre le occasioni aveva sprecato dei match point. L'unico titolo dell'anno fu in doppio, in coppia con Lisa Raymond, a Filderstadt, in ottobre.
Nel 2003 la Davenport venne sconfitta in finale a Sydney da Kim Clijsters e agli ottavi degli Australian Open da Justine Henin in un'interminabile partita conclusasi con il punteggio di 7–5, 5–7, 9–7. Vinse poi a Tokyo, mentre la Clijsters ebbe di nuovo la meglio su di lei a Indian Wells. Negli altri tornei del Grande Slam dell'anno, perse agli ottavi al Roland Garros, ai quarti a Wimbledon e in semifinale agli US Open. Raggiunse la finale ad Amelia Island, Los Angeles e New Haven.
Davenport e Lisa Raymond raggiunsero le semifinali degli Australian Open di doppio, dove vennero fermate da Serena Williams e Venus Williams. Vinsero invece a Indian Wells su Kim Clijsters e Ai Sugiyama, ad Amelia Island su Paola Suárez e Virginia Ruano Pascual, a Eastbourne su Jennifer Capriati e Magüi Serna, mentre persero in semifinale a Wimbledon contro Clijsters/Sugiyama per 6–1, 0–6, 6–4.
Il 2004 vide la Davenport trionfare in sette tornei di singolare, quattro consecutivi durante l'estate (Stanford, Los Angeles, San Diego e Cincinnati). Fu anche la tennista a finire l'anno con il maggior numero di vittorie, 63, e per la terza volta in carriera concluse la stagione al n. 1 del ranking. Sconfisse Venus e Serena Williams per la prima volta dal 2000, il che le infuse maggiore fiducia nelle sue possibilità di tornare a vincere un torneo del Grande Slam.

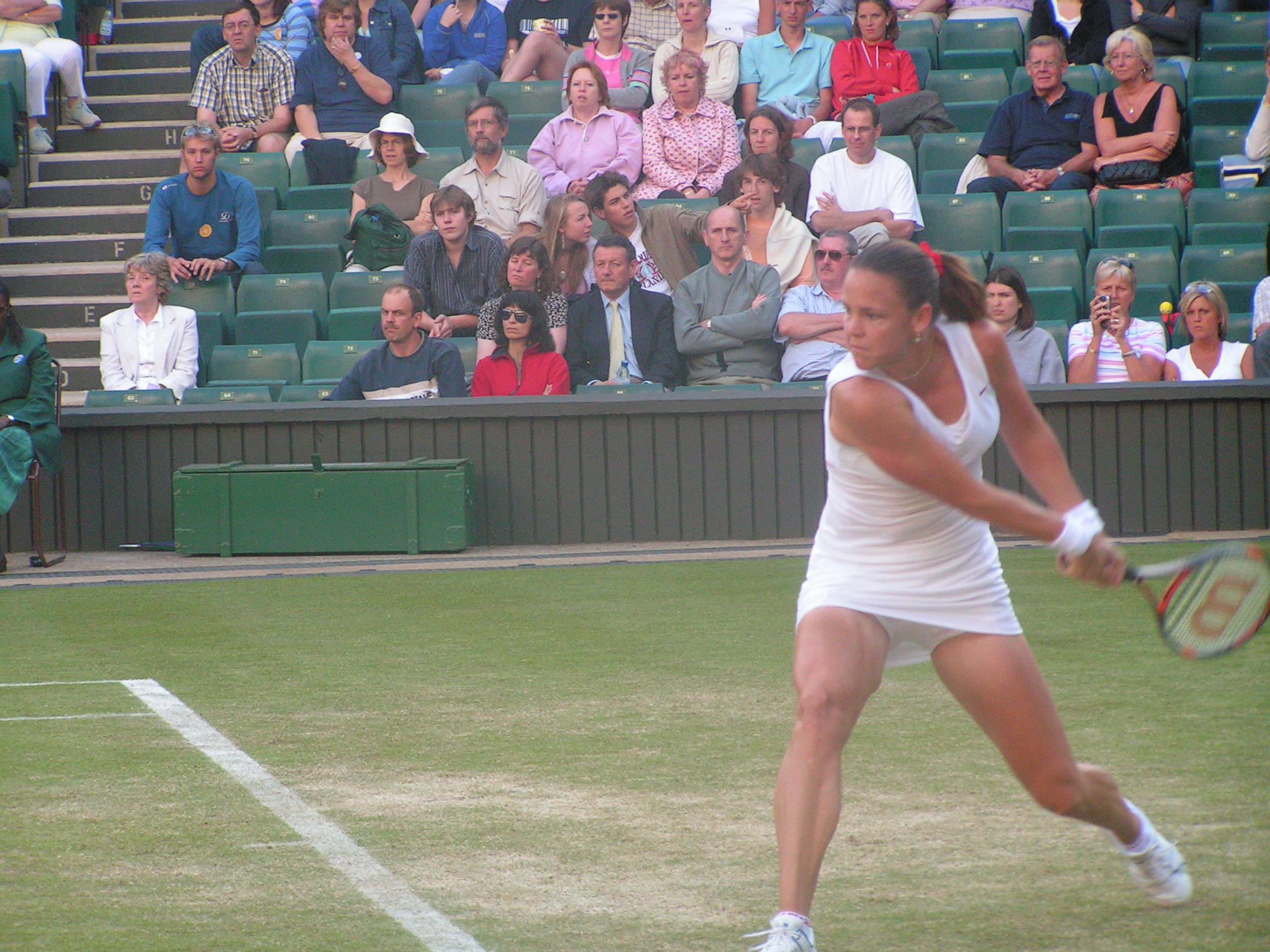
La Davenport a Wimbledon 2004

Il momento positivo della Davenport proseguì nel 2005, quando, a inizio anno, raggiunse la sua prima finale in un torneo del Grande Slam in cinque anni, agli Australian Open (la precedente era stata la finale degli US Open del 2000), ma venne sconfitta da Serena Williams in tre set. A Indian Wells, a marzo, la Davenport umiliò la n. 3 del mondo Marija Šarapova con una vittoria per 6–0, 6–0: fu la prima volta nella storia del WTA Tour che una giocatrice nella Top 3 subiva un cappotto di tali proporzioni, e fu anche la prima volta che la Sharapova concluse una partita senza vincere neppure un game. In aprile, la Davenport vinse ad Amelia Island per la terza volta in carriera, sconfiggendo in finale Silvia Farina Elia; nei quarti di finale aveva battuto Venus Williams per la quarta volta consecutiva.
La Davenport saltò poi l'intera stagione sulla terra battuta europea e si presentò al Roland Garros senza aver giocato un torneo da settimane, tuttavia stupì raggiungendo i quarti di finale sulla superficie da lei meno amata: venne sconfitta da Mary Pierce, che sarebbe arrivata in finale. A Wimbledon, la Davenport, testa di serie n. 1, raggiunse senza problemi gli ottavi, dove ottenne una vittoria sofferta contro la Clijsters in tre set (seconda vittoria consecutiva contro la belga); in semifinale contro Amélie Mauresmo, la partita venne interrotta per pioggia e si concluse solo nel corso di due giorni, ma la tennista statunitense riuscì comunque a prevalere per 6–7, 7–6, 6–4, e si aggiudicò il posto in finale contro la n. 14 Venus Williams. In finale, la Davenport condusse per gran parte della partita, servendo per il match sul 6–5 nel secondo set e sprecando un match point sul 5–4 nel terzo set, ma alla fine fu la Williams a vincere per 4–6, 7–6, 9–7 nella finale femminile di Wimbledon più lunga della storia (in termini di tempo). Nel corso di quella partita, sul 4–2 (40–15) del terzo set, la Davenport si fece male alla schiena (anche se dichiarò in seguito che non fu l'infortunio a costarle la vittoria, ma che Venus era stata mentalmente più forte di lei): l'infortunio la costrinse a ritirarsi dalla Fed Cup. Provò a tornare a giocare a Stanford, ma dovette subito ritirarsi, cancellando anche le sue partecipazioni a San Diego e a Los Angeles.
Tornò nel Tour ad agosto, vincendo subito a New Haven senza perdere un set. Raggiunse poi i quarti di finale agli US Open, dove perse contro Elena Dement'eva per 7–6(6) al terzo set, dopo aver avuto un match point. La sconfitta le causò la perdita del n. 1 del ranking.

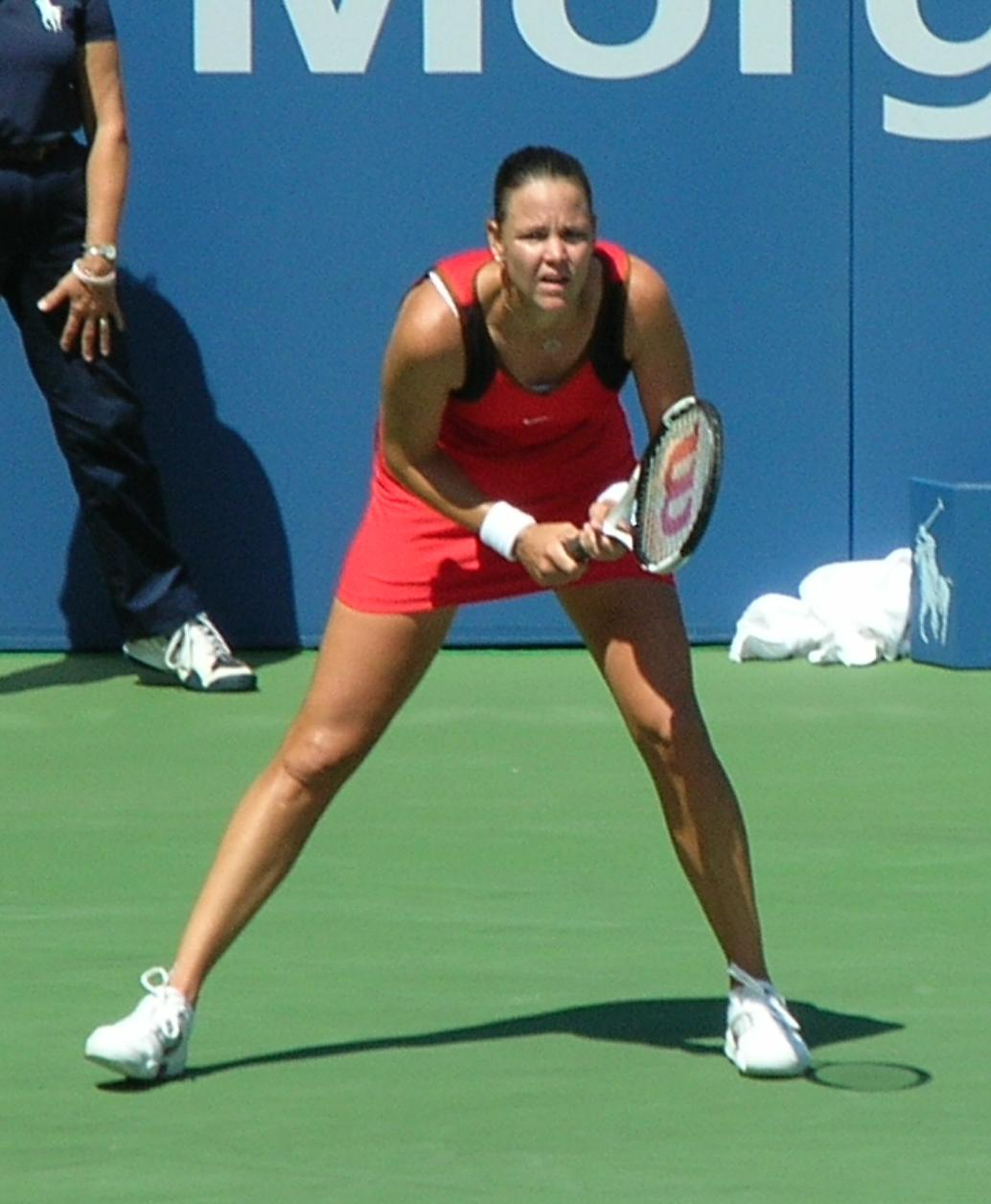
La Davenport si prepara a rispondere al servizio agli US Open 2006 contro Katarina Srebotnik nel terzo turno.

Dopo la sconfitta agli US Open, la Davenport si riscattò vincendo il titolo a Bali senza perdere un set, qualificandosi quindi per i WTA Tour Championships di fine anno. Vinse anche a Filderstadt sulla Mauresmo per il secondo anno consecutivo: con questa vittoria divenne la decima donna ad aver vinto 50 tornei di singolare nel circuito WTA. A Zurigo la Davenport, dopo aver salvato due match point, sconfisse Daniela Hantuchová per 3–6, 7–5, 6–2: la vittoria le consentì di riprendersi la posizione n. 1 del ranking dalla Sharapova la settimana seguente. In finale, sconfisse la n. 6 Patty Schnyder per 7–6(5), 6–3, conquistando il quarto titolo a Zurigo e il sesto titolo del 2005: meglio di lei fece solo la Clijsters con nove. Fu anche la prima volta dagli US Open del 1999 che la Davenport era stata costretta a salvare match point nel cammino verso la vittoria del titolo. La vittoria a Zurigo portò il suo record a 11 titoli Tier I, seconda fra le giocatrici in attività.
Ai Championships di fine anno raggiunse le semifinali (sconfitta dalla Pierce per 7–6(5), 7–6(6)), il che le assicurò di finire l'anno al n. 1, per la quarta volta, impresa riuscita in precedenza solo a Steffi Graf, Martina Navrátilová e Chris Evert. Nel 2005, la rivista Tennis Magazine la classificò al n. 29 nella sua lista delle 40 giocatrici migliori di sempre.
Il 22 febbraio 2006 la Davenport divenne l'ottava giocatrice nella storia della WTA a vincere 700 partite in singolare, grazie alla sua vittoria su Elena Lichovceva per 6–0, 6–0 (il quarto "cappotto" inflitto in carriera) nel secondo turno del torneo di Dubai. A Indian Wells, a marzo, venne sconfitta negli ottavi da Martina Hingis per 6–3, 1–6, 6–2. Rimase lontana dal tour fino ad agosto a causa di problemi alla schiena, e tornò a Los Angeles, perdendo al secondo turno contro Samantha Stosur per 6–7, 6–4, 6–3: fu la peggior prestazione in un torneo dal 2003, ma la Davenport la imputò al fatto di aver ricominciato ad allenarsi solo tre settimane prima dell'evento. A New Haven, sconfisse la n. 1 Amélie Mauresmo nei quarti per 6–4, 7–5, ma fu costretta a ritirarsi per un infortunio alla spalla destra mentre fronteggiava Justine Henin in finale. Nonostante lo stato di forma precario, la Davenport raggiunse comunque i quarti agli US Open, dove venne sconfitta nuovamente dalla Henin per 6–4, 6–4. Il suo ultimo match prima della pausa dal tennis dovuta alla sua prima gravidanza (nel 2003 aveva sposato Jon Leach, fratello del tennista Rick Leach), fu una sconfitta nei quarti a Pechino contro la Mauresmo per 6–4, 6–3. Fu la prima vittoria della Mauresmo contro la Davenport dopo nove sconfitte consecutive.
Il 18 luglio 2007 la Davenport annunciò il suo ritorno sui campi da gioco. Al suo primo torneo, in coppia con Lisa Raymond a New Haven, perse al primo turno contro Cara Black e Liezel Huber per 6(1)–7, 6–3, 10–4. Ritornò a giocare in singolare a Bali, dove vinse il suo primo titolo dal 2005, sconfiggendo Daniela Hantuchová in finale. Nel cammino verso la vittoria finale, la Davenport aveva sconfitto anche, fra le altre, la n. 3 Jelena Janković. La Davenport e la Hantuchová, sua partner in doppio, arrivarono alle semifinali a Bali prima di ritirarsi. A Pechino sconfisse ai quarti la n. 4 Elena Dement'eva per 7–6(1), 6–1, ma venne fermata dalla Janković in semifinale, persa con il punteggio di 6–3, 7–5. A Québec sconfisse la n. 2 Vera Zvonarëva in semifinale per 6–2, 6(3)–7, 6–3 e Julia Vakulenko in finale, conquistando il titolo n. 53 in singolare e salendo alla posizione n. 73 del ranking WTA.
La Davenport vinse il primo torneo dell'anno, l'ASB Classic ad Auckland, contro Aravane Rezaï in finale. Agli Australian Open perse al secondo turno contro Marija Šarapova (che avrebbe poi vinto il titolo) per 6–1, 6–3. Fu la prima volta che la Sharapova riuscì a batterla in due set. Il 14 gennaio 2008 la Davenport superò Steffi Graf come premi vinti in carriera, avendo guadagnato complessivamente 21.897.501 dollari. In marzo, la Davenport vinse il secondo torneo dell'anno, il suo cinquantacinquesimo in carriera, battendo Vol'ha Havarcova a Memphis. Affiancò quindi Virginia Wade al settimo posto della classifica per il maggior numero di titoli in singolare vinti nell'era Open. Nello stesso torneo vinse anche il doppio, con Lisa Raymond.
A Indian Wells perse ai quarti contro Jelena Janković perché si ritirò per i soliti problemi alla schiena; a Key Biscayne, sconfisse la n. 2 Ana Ivanović al terzo turno per 6–4, 6–2, prima di perdere il match successivo contro Dinara Safina per 6–3, 6–4. Nel suo primo torneo sulla terra dal 2005, la Davenport raggiunse le semifinali ai Bausch & Lomb Championships di Amelia Island, prima di dare forfait prima del suo match contro la Šarapova. Rinunciò anche all'ultimo momento a partecipare al Roland Garros. A Wimbledon, come testa di serie n. 25, passò il primo turno e poi si ritirò per un infortunio al ginocchio destro.
L'8 agosto 2008 annunciò anche il suo ritiro dal torneo di singolare ai Giochi olimpici di Pechino; mentre nel torneo di doppio femminile, in coppia con Liezel Huber, perse nei quarti. Agli US Open, la Davenport, testa di serie n. 23, perse contro la n. 12 Marion Bartoli al terzo turno per 6–1, 7–6(3), quindi annunciò il suo ritiro dai Fortis Championships Luxembourg di ottobre prima dell'inizio del torneo.
Lindsay Davenport annunciò la sua intenzione di partecipare ai prossimi Australian Open in gennaio, mettendo fine alle voci che davano per certo un suo ritiro; tuttavia, avendo appreso di essere di nuovo incinta del suo secondo figlio, si ritirò dal torneo. Il 30 giugno 2009 uscì la notizia che aveva dato alla luce una bambina. Il ritorno alle competizioni della Davenport era previsto per settembre 2009, cosa che poi non avvenne.
Nel suo primo torneo dallo US Open 2008, Lindsay Davenport giocò il doppio misto a Wimbledon con Bob Bryan, dove ricevettero una wild card. Si qualificarono al secondo turno prima di essere sconfitti da Daniel Nestor e Bethanie Mattek-Sands.
La Davenport annunciò anche la sua intenzione di giocare il doppio in due tornei della stagione americana sui campi in cemento. Il primo torneo fu il doppio femminile al 2010 Bank of The West Classic dove vinse il titolo in partnership con Liezel Huber. Poi le 2 giocatrici parteciparono al 2010 Mercury Insurance Open, dove persero nei quarti di finale contro Bethanie Mattek-Sands e Yan Zi.
Martina Hingis annunciò che le due giocatrici avrebbero valutato una futura partnership nel doppio. All'Open di Francia del 2011 ha vinto il Torneo di Doppio femminile delle Leggende in partner con Martina Hingis.
Attualmente la Davenport commenta le partite dei tornei del Grande Slam e del WTA tour per il Tennis Channel e allena la tennista connazionale Madison Keys.

## Vita privata
Nel 2003 ha sposato Jonathan Leach, banchiere della Morgan Stanley e fratello dell'ex tennista Rick Leach. Davenport prese una pausa temporanea dall'attività agonistica tra la fine del 2006 e parte del 2007 per la nascita del primogenito. Alle 18:15 del 10 giugno 2007, a Newport Beach, ha dato alla luce Jagger Jonathan. Successivamente, la coppia ha avuto altri tre bambini, tutte femmine: Lauren Andrus, nata il 27 giugno 2009, Kaya Emory, nata il 16 gennaio 2012, e Haven Michelle, nata il 6 gennaio 2014.
Attualmente risiede a Laguna Beach e possiede una casa anche a Irvine.

## Stile di gioco

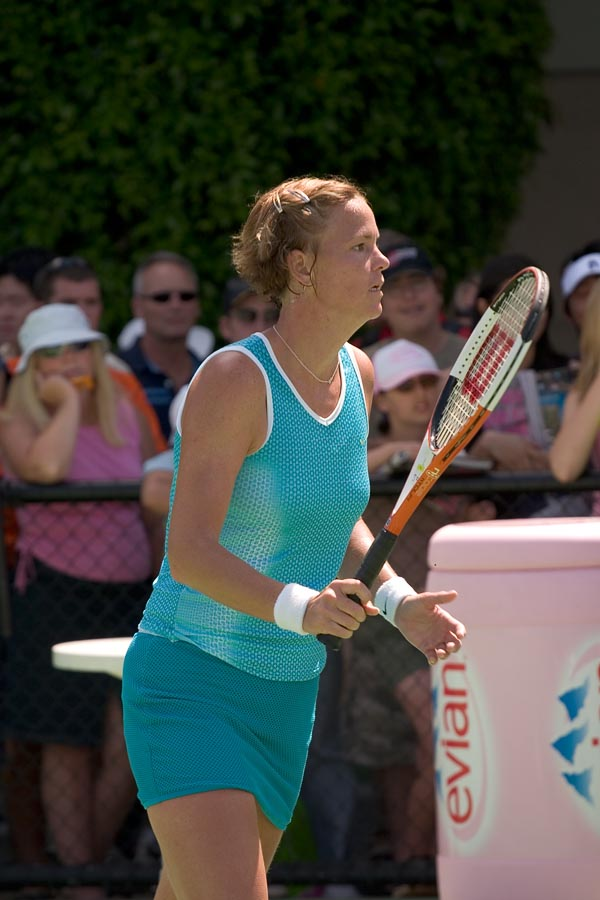
Lindsay Davenport nel 2005

Il gioco di Lindsay Davenport era costituito in gran parte da scambi da fondo campo. I due suoi colpi principali, dritto e rovescio a due mani, erano molto potenti. Il suo servizio era molto solido e sapeva dare alla palla delle traiettorie molto insidiose. Durante la sua carriera, ha lavorato molto sulla velocità, il suo principale punto debole. Dopo aver perso 13 chili nel 1995, i suoi scatti sono migliorati e la sua sicurezza a rete è aumentata di conseguenza, perché riusciva a posizionarsi in modo corretto molto più velocemente di prima.

## Statistiche

### WTA

#### Singolare

##### Vittorie (55)
| Legenda               |
| --------------------- |
| Grande Slam (3)       |
| Ori Olimpici (1)      |
| WTA Championships (1) |
| Tier I (11)           |
| Tier II (26)          |
| Tier III (12)         |
| Tier IV (1)           |
| Tier V (0)            |

| Titoli per superficie | Titoli per superficie |
| --------------------- | --------------------- |
| Cemento               | 33                    |
| Erba                  | 2                     |
| Sintetico             | 12                    |
| Terra                 | 8                     |

| N.  | Data              | Torneo                                                      | Superficie    | Avversaria in finale    | Punteggio           |
| 1.  | 23 maggio 1993    | European Open, Lucerna                                      | Terra rossa   | Nicole Provis           | 6–1, 4–6, 6–2       |
| 2.  | 9 gennaio 1994    | Danone Hardcourt Championships, Brisbane                    | Cemento       | Florencia Labat         | 6–1, 2–6, 6–3       |
| 3.  | 21 maggio 1994    | Eurocard Open, Lucerna (2)                                  | Terra rossa   | Lisa Raymond            | 7–6(3), 6–4         |
| 4.  | 28 maggio 1995    | Internationaux de Strasbourg, Strasburgo                    | Terra rossa   | Kimiko Date             | 3–6, 6–1, 6–2       |
| 5.  | 25 maggio 1996    | Internationaux de Strasbourg, Strasburgo (2)                | Terra rossa   | Barbara Paulus          | 6–3, 7–6(6)         |
| 6.  | 2 agosto 1996     | Giochi della XXVI Olimpiade, Atlanta                        | Cemento       | Arantxa Sánchez Vicario | 7–6(8), 6–2         |
| 7.  | 18 agosto 1996    | Acura Classic, Manhattan Beach                              | Cemento       | Anke Huber              | 6–2, 6–3            |
| 8.  | 23 febbraio 1997  | IGA Tennis Classic, Oklahoma City                           | Cemento (i)   | Lisa Raymond            | 6–4, 6–2            |
| 9.  | 16 marzo 1997     | State Farm Evert Cup, Indian Wells                          | Cemento       | Irina Spîrlea           | 6–2, 6–1            |
| 10. | 13 aprile 1997    | Bausch & Lomb Championships, Amelia Island                  | Terra rossa   | Mary Pierce             | 6–2, 6–3            |
| 11. | 24 agosto 1997    | U.S. Women's Hard Court Championships, Atlanta              | Cemento       | Sandrine Testud         | 6–4, 6–1            |
| 12. | 19 ottobre 1997   | European Indoor Championships, Zurigo                       | Sintetico (i) | Nathalie Tauziat        | 7–6(3), 7–5         |
| 13. | 9 novembre 1997   | Ameritech Cup, Chicago                                      | Sintetico (i) | Nathalie Tauziat        | 6–0, 7–5            |
| 14. | 8 febbraio 1998   | Toray Pan Pacific Open, Tokyo                               | Sintetico (i) | Martina Hingis          | 6–3, 6–3            |
| 15. | 2 agosto 1998     | Bank of the West Classic, Stanford                          | Cemento       | Venus Williams          | 6–4, 5–7, 6–4       |
| 16. | 9 agosto 1998     | Toshiba Tennis Classic, San Diego                           | Cemento       | Mary Pierce             | 6–3, 6–1            |
| 17. | 16 agosto 1998    | Acura Classic, Manhattan Beach (2)                          | Cemento       | Martina Hingis          | 4–6, 6–4, 6–3       |
| 18. | 13 settembre 1998 | US Open, New York                                           | Cemento       | Martina Hingis          | 6–3, 7–5            |
| 19. | 18 ottobre 1998   | European Swisscom Challenge, Zurigo (2)                     | Sintetico (i) | Venus Williams          | 7–5, 6–3            |
| 20. | 16 gennaio 1999   | Adidas International, Sydney                                | Cemento       | Martina Hingis          | 6–4, 6–3            |
| 21. | 22 maggio 1999    | WTA Madrid Open, Madrid                                     | Terra rossa   | Paola Suárez            | 6–1, 6–3            |
| 22. | 3 luglio 1999     | Torneo di Wimbledon, Londra                                 | Erba          | Steffi Graf             | 6–4, 7–5            |
| 23. | 1º agosto 1999    | Bank of the West Classic, Stanford (2)                      | Cemento       | Venus Williams          | 7–6(1), 6–2         |
| 24. | 26 settembre 1999 | Toyota Princess Cup, Tokyo                                  | Cemento       | Monica Seles            | 7–5, 7–6(1)         |
| 25. | 14 novembre 1999  | Advanta Championships, Filadelfia                           | Sintetico (i) | Martina Hingis          | 6–3, 6–4            |
| 26. | 21 novembre 1999  | Chase Championships, New York                               | Sintetico (i) | Martina Hingis          | 6–4, 6–2            |
| 27. | 29 gennaio 2000   | Australian Open, Melbourne                                  | Cemento       | Martina Hingis          | 6–1, 7–5            |
| 28. | 19 marzo 2000     | Tennis Masters Series, Indian Wells (2)                     | Cemento       | Martina Hingis          | 4–6, 6–4, 6–0       |
| 29. | 22 ottobre 2000   | Generali Ladies Linz, Linz                                  | Sintetico (i) | Venus Williams          | 6–4, 3–6, 6–2       |
| 30. | 12 novembre 2000  | Advanta Championships, Filadelfia (2)                       | Sintetico (i) | Martina Hingis          | 7–6(7), 6–4         |
| 31. | 4 febbraio 2001   | Toray Pan Pacific Open, Tokyo (2)                           | Sintetico (i) | Martina Hingis          | 6(4)–7, 6–4, 6–2    |
| 32. | 4 marzo 2001      | State Farm Classic, Scottsdale                              | Cemento       | Meghann Shaughnessy     | 6–2, 6–3            |
| 33. | 24 giugno 2001    | International Women's Open, Eastbourne                      | Erba          | Magüi Serna             | 6–2, 6–0            |
| 34. | 12 agosto 2001    | Estyle.com Classic, Manhattan Beach (3)                     | Cemento       | Monica Seles            | 6–3, 7–5            |
| 35. | 14 ottobre 2001   | Porsche Tennis Grand Prix, Filderstadt                      | Cemento (i)   | Justine Henin           | 7–5, 6–4            |
| 36. | 21 ottobre 2001   | Swisscom Challenge, Zurigo (3)                              | Cemento (i)   | Jelena Dokić            | 6–3, 6–1            |
| 37. | 28 ottobre 2001   | Generali Ladies Linz, Linz (2)                              | Cemento (i)   | Jelena Dokić            | 6–4, 6–1            |
| 38. | 2 febbraio 2003   | Toray Pan Pacific Open, Tokyo (3)                           | Sintetico (i) | Monica Seles            | 6(6)–7, 6–1, 6–2    |
| 39. | 8 febbraio 2004   | Toray Pan Pacific Open, Tokyo (4)                           | Sintetico (i) | Magdalena Maleeva       | 6–4, 6–1            |
| 40. | 11 aprile 2004    | Bausch & Lomb Championships, Amelia Island (2)              | Terra verde   | Amélie Mauresmo         | 6–4, 6–4            |
| 41. | 18 luglio 2004    | Bank of the West Classic, Stanford (3)                      | Cemento       | Venus Williams          | 7–6(4), 5–7, 7–6(4) |
| 42. | 25 luglio 2004    | JPMorgan Chase Open, Carson (4)                             | Cemento       | Serena Williams         | 6–1, 6–3            |
| 43. | 1º agosto 2004    | Acura Classic, San Diego (2)                                | Cemento       | Anastasija Myskina      | 6–1, 6–1            |
| 44. | 22 agosto 2004    | Western & Southern Financial Group Women's Open, Cincinnati | Cemento       | Vera Zvonarëva          | 6–3, 6–2            |
| 45. | 10 ottobre 2004   | Porsche Tennis Grand Prix, Filderstadt (2)                  | Cemento (i)   | Amélie Mauresmo         | 6–2, rit.           |
| 46. | 5 marzo 2005      | Dubai Duty Free Women's Open, Dubai                         | Cemento       | Jelena Janković         | 6–4, 3–6, 6–4       |
| 47. | 10 aprile 2005    | Bausch & Lomb Championships, Amelia Island (3)              | Terra verde   | Silvia Farina Elia      | 7–5, 7–5            |
| 48. | 27 agosto 2005    | Pilot Pen Tennis, New Haven                                 | Cemento       | Amélie Mauresmo         | 6–4, 6–4            |
| 49. | 18 settembre 2005 | Wismilak International, Bali                                | Cemento       | Francesca Schiavone     | 6–2, 6–4            |
| 50. | 9 ottobre 2005    | Porsche Tennis Grand Prix, Filderstadt (3)                  | Cemento (i)   | Amélie Mauresmo         | 6–2, 6–4            |
| 51. | 23 ottobre 2005   | Open di Zurigo, Zurigo (4)                                  | Cemento (i)   | Patty Schnyder          | 7–6(5), 6–3         |
| 52. | 16 settembre 2007 | Commonwealth Bank Tennis Classic, Bali (2)                  | Cemento       | Daniela Hantuchová      | 6–4, 3–6, 6–2       |
| 53. | 4 novembre 2007   | Bell Challenge, Québec                                      | Sintetico (i) | Julia Vakulenko         | 6–4, 6–1            |
| 54. | 5 gennaio 2008    | ASB Classic, Auckland                                       | Cemento       | Aravane Rezaï           | 6–2, 6–2            |
| 55. | 2 marzo 2008      | Cellular South Cup, Memphis (2)                             | Cemento (i)   | Vol'ha Havarcova        | 6–2, 6–1            |

##### Sconfitte (38)
| Legenda               |
| --------------------- |
| Grande Slam (4)       |
| Ori Olimpici (0)      |
| WTA Championships (3) |
| Tier I (10)           |
| Tier II (20)          |
| Tier III (1)          |
| Tier IV (0)           |
| Tier V (0)            |

| N.  | Data              | Torneo                                     | Superficie    | Avversaria in finale | Punteggio           |
| 1.  | 20 novembre 1994  | Virginia Slims Championships, New York     | Sintetico (i) | Gabriela Sabatini    | 3–6, 2–6, 4–6       |
| 2.  | 15 gennaio 1995   | Peters NSW Open, Sydney                    | Cemento       | Gabriela Sabatini    | 3–6, 4–6            |
| 3.  | 5 febbraio 1995   | Toray Pan Pacific Open, Tokyo              | Sintetico (i) | Kimiko Date          | 1–6, 2–6            |
| 4.  | 14 gennaio 1996   | Peters International, Sydney (2)           | Cemento       | Monica Seles         | 6–4, 6(7)–7, 3–6    |
| 5.  | 10 agosto 1997    | Acura Classic, Manhattan Beach             | Cemento       | Monica Seles         | 7–5, 5–7, 4–6       |
| 6.  | 16 novembre 1997  | Advanta Championships, Filadelfia          | Sintetico (i) | Martina Hingis       | 5–7, 7–6(7), 6(4)–7 |
| 7.  | 15 marzo 1998     | State Farm Evert Cup, Indian Wells         | Cemento       | Martina Hingis       | 3–6, 4–6            |
| 8.  | 11 ottobre 1998   | Porsche Tennis Grand Prix, Filderstadt     | Cemento (i)   | Sandrine Testud      | 5–7, 3–6            |
| 9.  | 15 novembre 1998  | Advanta Championships, Filadelfia (2)      | Sintetico (i) | Steffi Graf          | 6–4, 3–6, 4–6       |
| 10. | 22 novembre 1998  | Chase Championships, New York (2)          | Sintetico (i) | Martina Hingis       | 5–7, 6–4, 4–6, 2–6  |
| 11. | 28 agosto 1999    | Pilot Pen Tennis, New Haven                | Cemento       | Venus Williams       | 2–6, 5–7            |
| 12. | 15 gennaio 2000   | Adidas International, Sydney (3)           | Cemento       | Amélie Mauresmo      | 6(2)–7, 4–6         |
| 13. | 2 aprile 2000     | Ericsson Open, Miami                       | Cemento       | Martina Hingis       | 3–6, 2–6            |
| 14. | 8 luglio 2000     | Torneo di Wimbledon, Londra                | Erba          | Venus Williams       | 3–6, 6(3)–7         |
| 15. | 30 luglio 2000    | Bank of the West Classic, Stanford         | Cemento       | Venus Williams       | 1–6, 4–6            |
| 16. | 13 agosto 2000    | Estyle.com Classic, Los Angeles (2)        | Cemento       | Serena Williams      | 6–4, 4–6, 6(1)–7    |
| 17. | 10 settembre 2000 | US Open, New York                          | Cemento       | Venus Williams       | 4–6, 5–7            |
| 18. | 15 ottobre 2000   | Swisscom Challenge, Zurigo                 | Cemento (i)   | Martina Hingis       | 4–6, 6–4, 5–7       |
| 19. | 13 gennaio 2001   | Adidas International, Sydney (4)           | Cemento       | Martina Hingis       | 3–6, 6–4, 5–7       |
| 20. | 29 luglio 2001    | Bank of the West Classic, Stanford         | Cemento       | Kim Clijsters        | 4–6, 7–6(5), 1–6    |
| 21. | 25 agosto 2001    | Pilot Pen Tennis, New Haven                | Cemento       | Venus Williams       | 6(6)–7, 4–6         |
| 22. | 4 novembre 2001   | Sanex Championships, Monaco di Baviera (3) | Sintetico (i) | Serena Williams      | walkover            |
| 23. | 11 agosto 2002    | JPMorgan Chase Open, Manhattan Beach (3)   | Cemento       | Chanda Rubin         | 7–5, 6(5)–7, 3–6    |
| 24. | 24 agosto 2002    | Pilot Pen Tennis, New Haven (3)            | Cemento       | Venus Williams       | 5–7, 0–6            |
| 25. | 6 ottobre 2002    | Kremlin Cup, Mosca                         | Sintetico (i) | Magdalena Maleeva    | 7–5, 3–6, 6(4)–7    |
| 26. | 20 ottobre 2002   | Swisscom Challenge, Zurigo (2)             | Cemento (i)   | Patty Schnyder       | 7–6(5), 6(8)–7, 3–6 |
| 27. | 11 gennaio 2003   | Adidas International, Sydney (5)           | Cemento       | Kim Clijsters        | 4–6, 3–6            |
| 28. | 17 marzo 2003     | Pacific Life Open, Indian Wells (2)        | Cemento       | Kim Clijsters        | 4–6, 5–7            |
| 29. | 20 aprile 2003    | Bausch & Lomb Championships, Amelia Island | Terra verde   | Elena Dement'eva     | 6–4, 5–7, 3–6       |
| 30. | 10 agosto 2003    | JPMorgan Chase Open, Los Angeles (4)       | Cemento       | Kim Clijsters        | 1–6, 6–3, 1–6       |
| 31. | 23 agosto 2003    | Pilot Pen Tennis, New Haven (4)            | Cemento       | Jennifer Capriati    | 2–6, 0–4, rit.      |
| 32. | 21 marzo 2004     | Pacific Life Open, Indian Wells (3)        | Cemento       | Justine Henin        | 1–6, 4–6            |
| 33. | 22 maggio 2004    | Internationaux de Strasbourg, Strasburgo   | Terra rossa   | Claudine Schaul      | 6–2, 0–6, 3–6       |
| 34. | 29 gennaio 2005   | Australian Open, Melbourne                 | Cemento       | Serena Williams      | 6–2, 3–6, 0–6       |
| 35. | 6 febbraio 2005   | Toray Pan Pacific Open, Tokyo (2)          | Sintetico (i) | Marija Šarapova      | 1–6, 6–3, 6(5)–7    |
| 36. | 19 marzo 2005     | Pacific Life Open, Indian Wells (4)        | Cemento       | Kim Clijsters        | 4–6, 6–4, 2–6       |
| 37. | 2 luglio 2005     | Torneo di Wimbledon, Londra (2)            | Erba          | Venus Williams       | 6–4, 6(4)–7, 7–9    |
| 38. | 26 agosto 2006    | Pilot Pen Tennis, New Haven (5)            | Cemento       | Justine Henin        | 0–6, 0–1, rit.      |

#### Doppio

##### Vittorie (38)
| Legenda               | Legenda               |
| --------------------- | --------------------- |
| Grande Slam (3)       |                       |
| WTA Championships (3) |                       |
| Prima del 2009        | Dal 2009              |
| Tier I (9)            | Premier Mandatory (0) |
| Tier II (19)          | Premier 5 (0)         |
| Tier III (3)          | Premier (1)           |
| Tier IV (0)           | International (0)     |
| Tier V (0)            | International (0)     |

| Titoli per superficie | Titoli per superficie |
| --------------------- | --------------------- |
| Cemento               | 23                    |
| Erba                  | 2                     |
| Sintetico             | 7                     |
| Terra                 | 6                     |

| N.  | Data              | Torneo                                                  | Superficie    | Compagna                | Avversarie in finale                   | Punteggio           |
| 1.  | 27 febbraio 1994  | Evert Cup, Indian Wells                                 | Cemento       | Lisa Raymond            | Manon Bollegraf Helena Suková          | 6–2, 6–4            |
| 2.  | 6 novembre 1994   | Bank of the West Classic, Oakland                       | Sintetico (i) | Arantxa Sánchez Vicario | Gigi Fernández Martina Navrátilová     | 7–5, 6–4            |
| 3.  | 15 gennaio 1995   | Peters NSW Open, Sydney                                 | Cemento       | Jana Novotná            | Patty Fendick Mary Joe Fernández       | 7–5, 2–6, 6–4       |
| 4.  | 5 marzo 1995      | State Farm Evert Cup, Indian Wells (2)                  | Cemento       | Lisa Raymond            | Larisa Neiland Arantxa Sánchez Vicario | 2–6, 6–4, 6–3       |
| 5.  | 28 maggio 1995    | Internationaux de Strasbourg, Strasburgo                | Terra rossa   | Mary Joe Fernandez      | Sabine Appelmans Miriam Oremans        | 6–2, 6–3            |
| 6.  | 24 settembre 1995 | Nichirei International Championships, Tokyo             | Cemento       | Mary Joe Fernandez      | Amanda Coetzer Linda Wild              | 6–3, 6–2            |
| 7.  | 14 gennaio 1996   | Peters International, Sydney (2)                        | Cemento       | Mary Joe Fernandez      | Lori McNeil Helena Suková              | 6–3, 6–3            |
| 8.  | 9 giugno 1996     | Open di Francia, Parigi                                 | Terra rossa   | Mary Joe Fernandez      | Gigi Fernández Nataša Zvereva          | 6–2, 6–1            |
| 9.  | 18 agosto 1996    | Acura Classic, Manhattan Beach                          | Cemento       | Nataša Zvereva          | Amy Frazier Kimberly Po                | 6–1, 6–4            |
| 10. | 10 novembre 1996  | Bank of the West Classic, Oakland (2)                   | Sintetico (i) | Mary Joe Fernandez      | Irina Spîrlea Nathalie Tauziat         | 6–1, 6–3            |
| 11. | 24 novembre 1996  | Chase Championships, New York                           | Sintetico (i) | Mary Joe Fernandez      | Jana Novotná Arantxa Sánchez Vicario   | 6–3, 6–2            |
| 12. | 2 febbraio 1997   | Toray Pan Pacific Open, Tokyo                           | Sintetico (i) | Nataša Zvereva          | Gigi Fernández Martina Hingis          | 6–4, 6–3            |
| 13. | 16 marzo 1997     | State Farm Evert Cup, Indian Wells (3)                  | Cemento       | Nataša Zvereva          | Lisa Raymond Nathalie Tauziat          | 6–3, 6–2            |
| 14. | 13 aprile 1997    | Bausch & Lomb Championships, Amelia Island              | Terra verde   | Jana Novotná            | Nicole Arendt Manon Bollegraf          | 6–3, 6–0            |
| 15. | 18 maggio 1997    | German Open, Berlino                                    | Terra rossa   | Jana Novotná            | Gigi Fernández Nataša Zvereva          | 6–2, 3–6, 6–2       |
| 16. | 27 luglio 1997    | Bank of the West Classic, Stanford (3)                  | Cemento       | Martina Hingis          | Conchita Martínez Patricia Tarabini    | 6–1, 6–3            |
| 17. | 7 settembre 1997  | US Open, New York                                       | Cemento       | Jana Novotná            | Gigi Fernández Nataša Zvereva          | 6–3, 6–4            |
| 18. | 23 novembre 1996  | Chase Championships, New York (2)                       | Sintetico (i) | Jana Novotná            | Alexandra Fusai Nathalie Tauziat       | 6(5)–7, 6–3, 6–2    |
| 19. | 15 marzo 1998     | State Farm Evert Cup, Indian Wells (4)                  | Cemento       | Nataša Zvereva          | Alexandra Fusai Nathalie Tauziat       | 6–4, 2–6, 6–4       |
| 20. | 17 maggio 1998    | German Open, Berlino (2)                                | Terra rossa   | Nataša Zvereva          | Alexandra Fusai Nathalie Tauziat       | 6–3, 6–0            |
| 21. | 2 agosto 1998     | Bank of the West Classic, Stanford (4)                  | Cemento       | Nataša Zvereva          | Larisa Neiland Olena Tatarkova         | 6–4, 6–4            |
| 22. | 9 agosto 1998     | Toshiba Tennis Classic, San Diego                       | Cemento       | Nataša Zvereva          | Alexandra Fusai Nathalie Tauziat       | 6–2, 6–1            |
| 23. | 11 ottobre 1998   | Porsche Tennis Grand Prix, Filderstadt                  | Cemento (i)   | Nataša Zvereva          | Anna Kurnikova Arantxa Sánchez Vicario | 6–4, 6–2            |
| 24. | 22 novembre 1998  | Chase Championships, New York (3)                       | Sintetico (i) | Nataša Zvereva          | Alexandra Fusai Nathalie Tauziat       | 6(6)–7, 7–5, 6–3    |
| 25. | 7 febbraio 1999   | Toray Pan Pacific Open, Tokyo (2)                       | Sintetico (i) | Nataša Zvereva          | Jana Novotná Martina Hingis            | 6–2, 6–3            |
| 26. | 4 luglio 1999     | Torneo di Wimbledon, Londra                             | Erba          | Corina Morariu          | Mariaan de Swardt Olena Tatarkova      | 6–4, 6–4            |
| 27. | 1º agosto 1999    | Bank of the West Classic, Stanford (5)                  | Cemento       | Corina Morariu          | Anna Kurnikova Elena Lichovceva        | 6–4, 6–4            |
| 28. | 8 agosto 1999     | TIG Tennis Classic, San Diego (2)                       | Cemento       | Corina Morariu          | Venus Williams Serena Williams         | 6–4, 6–1            |
| 29. | 19 marzo 2000     | Tennis Masters Series, Indian Wells (5)                 | Cemento       | Corina Morariu          | Anna Kurnikova Nataša Zvereva          | 6–2, 6–3            |
| 30. | 14 ottobre 2001   | Porsche Tennis Grand Prix, Filderstadt (2)              | Cemento (i)   | Lisa Raymond            | Justine Henin Meghann Shaughnessy      | 6–4, 6(4)–7, 7–5    |
| 31. | 21 ottobre 2001   | Swisscom Challenge, Zurigo                              | Cemento (i)   | Lisa Raymond            | Sandrine Testud Roberta Vinci          | 6–3, 2–6, 6–2       |
| 32. | 13 ottobre 2002   | Porsche Tennis Grand Prix, Filderstadt (3)              | Cemento (i)   | Lisa Raymond            | Meghann Shaughnessy Paola Suárez       | 6–2, 6–4            |
| 33. | 15 marzo 2003     | Pacific Life Open, Indian Wells (6)                     | Cemento       | Lisa Raymond            | Kim Clijsters Ai Sugiyama              | 3–6, 6–4, 6–1       |
| 34. | 20 aprile 2003    | Bausch & Lomb Championships, Amelia Island (2)          | Terra verde   | Lisa Raymond            | Virginia Ruano Pascual Paola Suárez    | 7–5, 6–2            |
| 35. | 21 giugno 2003    | Hastings Direct International Championships, Eastbourne | Erba          | Lisa Raymond            | Jennifer Capriati Magüi Serna          | 6–3, 6–2            |
| 36. | 17 settembre 2006 | Wismilak International, Bali                            | Cemento       | Corina Morariu          | Natalie Grandin Trudi Musgrave         | 6–3, 6–4            |
| 37. | 2 marzo 2008      | Cellular South Cup, Memphis                             | Cemento (i)   | Lisa Raymond            | Angela Haynes Mashona Washington       | 6–3, 6–1            |
| 38. | 1º agosto 2010    | Bank of the West Classic, Stanford (6)                  | Cemento       | Liezel Huber            | Yung-jan Chan Jie Zheng                | 7–5, 6(8)–7, [10–8] |

##### Sconfitte (23)
| Legenda               | Legenda               |
| --------------------- | --------------------- |
| Grande Slam (10)      |                       |
| WTA Championships (0) |                       |
| Prima del 2009        | Dal 2009              |
| Tier I (5)            | Premier Mandatory (0) |
| Tier II (7)           | Premier 5 (0)         |
| Tier III (1)          | Premier (0)           |
| Tier IV (0)           | International (0)     |
| Tier V (0)            | International (0)     |

| N.  | Data              | Torneo                                        | Superficie    | Compagna           | Avversarie in finale                   | Punteggio        |
| 1.  | 23 maggio 1993    | European Open, Lucerna                        | Terra rossa   | Marianne Werdel    | Mary Joe Fernández Helena Suková       | 2–6, 4–6         |
| 2.  | 5 giugno 1994     | Open di Francia, Parigi                       | Terra rossa   | Lisa Raymond       | Gigi Fernández Nataša Zvereva          | 2–6, 2–6         |
| 3.  | 5 febbraio 1995   | Toray Pan Pacific Open, Tokyo                 | Sintetico (i) | Rennae Stubbs      | Gigi Fernández Nataša Zvereva          | 0–6, 3–6         |
| 4.  | 28 gennaio 1996   | Australian Open, Melbourne                    | Cemento       | Mary Joe Fernandez | Chanda Rubin Arantxa Sánchez Vicario   | 5–7, 6–2, 4–6    |
| 5.  | 12 gennaio 1997   | Peters International, Sydney                  | Cemento       | Nataša Zvereva     | Gigi Fernández Arantxa Sánchez Vicario | 3–6, 1–6         |
| 6.  | 26 gennaio 1997   | Australian Open, Melbourne (2)                | Cemento       | Lisa Raymond       | Martina Hingis Nataša Zvereva          | 2–6, 2–6         |
| 7.  | 6 aprile 1997     | Family Circle Cup, Hilton Head                | Terra verde   | Jana Novotná       | Mary Joe Fernandez Martina Hingis      | 5–7, 6–4, 1–6    |
| 8.  | 12 ottobre 1997   | Porsche Tennis Grand Prix, Filderstadt        | Cemento (i)   | Jana Novotná       | Martina Hingis Arantxa Sánchez Vicario | 64–, 6–3, 6(3)–7 |
| 9.  | 9 novembre 1997   | Ameritech Cup, Chicago                        | Sintetico (i) | Monica Seles       | Alexandra Fusai Nathalie Tauziat       | 3–6, 2–6         |
| 10. | 16 novembre 1997  | Advanta Championships, Filadelfia             | Sintetico (i) | Jana Novotná       | Lisa Raymond Rennae Stubbs             | 3–6, 5–7         |
| 11. | 1º febbraio 1998  | Australian Open, Melbourne (3)                | Cemento       | Nataša Zvereva     | Martina Hingis Mirjana Lučić           | 4–6, 6–2, 3–6    |
| 12. | 8 febbraio 1998   | Toray Pan Pacific Open, Tokyo (2)             | Sintetico (i) | Nataša Zvereva     | Martina Hingis Mirjana Lučić           | 5–7, 4–6         |
| 13. | 7 giugno 1998     | Open di Francia, Parigi (2)                   | Terra rossa   | Nataša Zvereva     | Martina Hingis Jana Novotná            | 1–6, 6(4)–7      |
| 14. | 5 luglio 1998     | Torneo di Wimbledon, Londra                   | Erba          | Nataša Zvereva     | Martina Hingis Jana Novotná            | 3–6, 6–3, 6–8    |
| 15. | 13 settembre 1998 | US Open, New York                             | Cemento       | Nataša Zvereva     | Martina Hingis Jana Novotná            | 3–6, 3–6         |
| 16. | 31 gennaio 1999   | Australian Open, Melbourne (4)                | Cemento       | Nataša Zvereva     | Martina Hingis Anna Kurnikova          | 5–7, 3–6         |
| 17. | 6 agosto 2000     | Acura Classic, San Diego                      | Cemento       | Anna Kurnikova     | Lisa Raymond Rennae Stubbs             | 6–4, 3–6, 6(6)–7 |
| 18. | 28 gennaio 2001   | Australian Open, Melbourne (5)                | Cemento       | Corina Morariu     | Serena Williams Venus Williams         | 2–6, 6–2, 4–6    |
| 19. | 2 febbraio 2003   | Toray Pan Pacific Open, Tokyo (3)             | Sintetico (i) | Lisa Raymond       | Elena Bovina Rennae Stubbs             | 3–6, 4–6         |
| 20. | 2 marzo 2003      | State Farm Women's Tennis Classic, Scottsdale | Cemento       | Lisa Raymond       | Kim Clijsters Ai Sugiyama              | 1–6, 4–6         |
| 21. | 3 agosto 2003     | Acura Classic, San Diego (2)                  | Cemento       | Lisa Raymond       | Kim Clijsters Ai Sugiyama              | 4–6, 5–7         |
| 22. | 30 gennaio 2005   | Australian Open, Melbourne (6)                | Cemento       | Corina Morariu     | Svetlana Kuznecova Alicia Molik        | 3–6, 4–6         |
| 23. | 6 febbraio 2005   | Toray Pan Pacific Open, Tokyo (4)             | Sintetico (i) | Corina Morariu     | Janette Husárová Elena Lichovceva      | 4–6, 3–6         |

### ITF

#### Doppio

##### Vittorie (1)
| Torneo 100 000 $ (0) |
| Torneo 75 000 $ (0)  |
| Torneo 50 000 $ (0)  |
| Torneo 25 000 $ (1)  |
| Torneo 10 000 $ (0)  |

| N. | Data          | Torneo       | Superficie | Compagna         | Avversarie in finale         | Punteggio |
| 1. | 1º marzo 1992 | Key Biscayne | Cemento    | Katie Schlukebir | Tracey Rodgers Tamaka Takagi | 6–1, 6–3  |

## Risultati in progressione
| Sigla | Risultato               |
| ----- | ----------------------- |
| V     | Vincitore               |
| F     | Finalista               |
| SF    | Semifinalista           |
| O     | Oro olimpico            |
| A     | Argento olimpico        |
| SF    | Bronzo olimpico         |
| QF    | Quarti di Finale        |
| 4T    | Quarto turno            |
| 3T    | Terzo turno             |
| 2T    | Secondo turno           |
| 1T    | Primo turno             |
| RR    | Round Robin             |
| LQ    | Turno di qualificazione |
| A     | Assente                 |
| ND    | Non disputato           |

| Legenda superfici    |
| -------------------- |
| Cemento              |
| Terra battuta        |
| Erba                 |
| Superficie variabile |

### Singolare nei tornei del Grande Slam
| Torneo          | 1991 | 1992 | 1993 | 1994 | 1995 | 1996 | 1997 | 1998 | 1999 | 2000 | 2001 | 2002 | 2003 | 2004 | 2005 | 2006 | 2007 | 2008 | 2009 | 2010 | 2011 |
| --------------- | ---- | ---- | ---- | ---- | ---- | ---- | ---- | ---- | ---- | ---- | ---- | ---- | ---- | ---- | ---- | ---- | ---- | ---- | ---- | ---- | ---- |
| Australian Open | A    | A    | 3T   | QF   | QF   | 4T   | 4T   | SF   | SF   | V    | SF   | A    | 4T   | QF   | F    | QF   | A    | 2T   | A    | A    | A    |
| Open di Francia | A    | A    | 1T   | 3T   | 4T   | QF   | 4T   | SF   | QF   | 1T   | A    | A    | 4T   | 4T   | QF   | A    | A    | A    | A    | A    | A    |
| Wimbledon       | A    | A    | 3T   | QF   | 4T   | 2T   | 2T   | QF   | V    | F    | SF   | A    | QF   | SF   | F    | A    | A    | 2T   | A    | A    | A    |
| US Open         | 1T   | 2T   | 4T   | 3T   | 2T   | 4T   | SF   | V    | SF   | F    | QF   | SF   | SF   | SF   | QF   | QF   | A    | 3T   | A    | A    | A    |

### Doppio nei tornei del Grande Slam
| Torneo          | 1991 | 1992 | 1993 | 1994 | 1995 | 1996 | 1997 | 1998 | 1999 | 2000 | 2001 | 2002 | 2003 | 2004 | 2005 | 2006 | 2007 | 2008 | 2009 | 2010 | 2011 |
| --------------- | ---- | ---- | ---- | ---- | ---- | ---- | ---- | ---- | ---- | ---- | ---- | ---- | ---- | ---- | ---- | ---- | ---- | ---- | ---- | ---- | ---- |
| Australian Open | A    | A    | 3T   | 3T   | SF   | F    | F    | F    | F    | SF   | F    | A    | SF   | 3T   | F    | A    | A    | 3T   | A    | A    | A    |
| Open di Francia | A    | A    | 1T   | F    | SF   | V    | 3T   | F    | SF   | A    | A    | A    | 3T   | A    | A    | A    | A    | A    | A    | A    | A    |
| Wimbledon       | A    | A    | 2T   | 3T   | 1T   | QF   | QF   | F    | V    | A    | A    | A    | SF   | A    | 2T   | A    | A    | A    | A    | A    | A    |
| US Open         | 1T   | 1T   | 1T   | QF   | 3T   | A    | V    | F    | QF   | A    | A    | A    | A    | A    | A    | A    | A    | 3T   | A    | A    | A    |

### Doppio misto nei tornei del Grande Slam
| Torneo          | 1991 | 1992 | 1993 | 1994 | 1995 | 1996 | 1997 | 1998 | 1999 | 2000 | 2001 | 2002 | 2003 | 2004 | 2005 | 2006 | 2007 | 2008 | 2009 | 2010 | 2011 |
| --------------- | ---- | ---- | ---- | ---- | ---- | ---- | ---- | ---- | ---- | ---- | ---- | ---- | ---- | ---- | ---- | ---- | ---- | ---- | ---- | ---- | ---- |
| Australian Open | A    | A    | A    | 1T   | SF   | A    | 2T   | A    | A    | A    | A    | A    | A    | A    | A    | A    | A    | A    | A    | A    | A    |
| Open di Francia | A    | A    | A    | A    | A    | A    | A    | A    | A    | A    | A    | A    | A    | A    | A    | A    | A    | A    | A    | A    | A    |
| Wimbledon       | A    | A    | 2T   | SF   | SF   | SF   | SF   | 2T   | 3T   | A    | A    | A    | A    | SF   | A    | A    | A    | A    | A    | 2T   | A    |
| US Open         | A    | 2T   | A    | A    | A    | A    | A    | 2T   | A    | A    | A    | A    | A    | A    | A    | A    | A    | A    | A    | A    | A    |